# Kyiv Pride

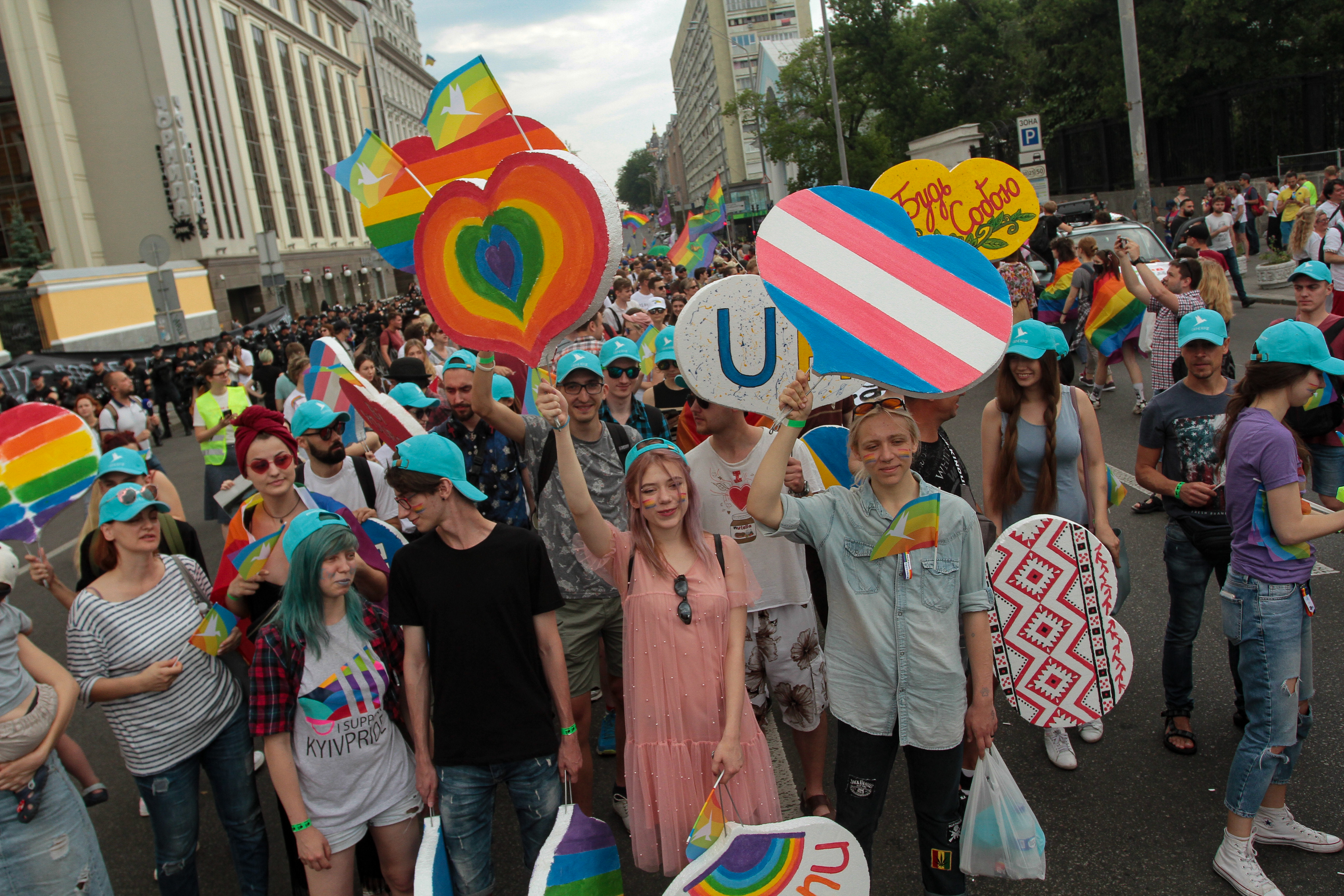
Deltagare i Kyiv Pride 2019.

Kyiv Pride (ukrainska: Київ Прайд), även känd som Marschen för jämlikhet (ukrainska: Марш рівності), är årlig pridemarsch i ukrainska Kiev som arrangeras sedan 2013. Den är avsedd att främja HBTQ-rättigheter.
Ukraina saknar fortfarande en lagstiftning som förbjuder hatbrott och samkönade äktenskap är inte tillåtna.

## Historia
När den första Prideparaden skulle hållas 2012 fick den ställas in av säkerhetsskäl. Först 2013 hölls, trots ett demonstrationsförbud, den första marschen som också attackerades. Det var Ukrainas första pridemarsch. 2014 hade Kiev ingen parad för att det bedömdes att vara för farligt.
2015 utsattes marschen för flera våldsamma attacker från extremhögern och fem polismän skadades, varav en svårt. Åren därefter har det varit relativt lugnt på grund av en omfattande polisiär närvaro.Paraden har gått av stapeln trots kraftigt motstånd från kristna ortodoxa grupper och extremhögern, bland dessa ultranationalistiska Högra sektorn, vars ledare Dmytro Jarosj hotade prideparaden på sociala medier. Borgmästaren i Kiev, Vitalij Klytjko, försökte stoppa paraden ”för att undvika konfrontation” i huvudstaden.
2018 deltog mellan 3 500 personer och 5 000 personer i pridetåget, det största i Kiev någonsin.
2019 arrangerades Pride-festivalen 14-23 juni med uppemot 8000 deltagare.
2020 skulle den årliga Prideparaden i Ukrainas huvudstad Kiev hållits, men på grund av coronarestriktioner anordnas en digital manifestation istället.